# Malcom Braida
Malcom Nahuel Braida (Córdoba, Argentina; 17 de mayo de 1997) es un futbolista argentino. Juega de lateral, volante o extremo por izquierda, y su equipo actual es Boca Juniors de la Primera División de Argentina.

## Carrera

### Instituto
Braida debutó en la Primera de Instituto el 16 de julio de 2017 en la victoria por 1-0 sobre Nueva Chicago.
Su primer gol llegó un año después, ya que el 15 de abril le convirtió a Juventud Unida de Gualeguaychú en la victoria de la Gloria por 2-4. Además, esa misma temporada lograría convertir otro gol, esta vez ante Flandria.
A partir de 2018, Braida logró un papel importante dentro del plantel, siendo titular en la mayor cantidad de partidos. En total, el cordobés disputó 56 partidos y convirtió 2 goles. 

### Aldosivi
Tras lograr buenas actuaciones en Instituto, Braida se convierte, en 2020, refuerzo de Aldosivi, equipo de la Primera División. Debutó el 22 de noviembre en lo que fue victoria del Tiburón 1-0 sobre Estudiantes de La Plata, ingresando a los 32 minutos del segundo tiempo por Federico Milo.
Convirtió su primer gol con la camiseta del equipo marplatense el 14 de enero de 2021 en el empate 4-4 frente a Defensa y Justicia.

### San Lorenzo de Almagro
Malcom fichó por San Lorenzo en enero de 2022, tras un destacado paso por Aldosivi donde disputó 36 partidos de Primera División en 2021, todos como titular.
En su primera temporada con San Lorenzo, Braida disputó 29 partidos en Liga Profesional Argentina, marcando tres goles y asistiendo en dos.

## Estadísticas

### Clubes
- Actualizado al último partido disputado el 25 de mayo de 2025.

| Instituto Argentina | 2.ª                 | 2016-17             | 1   | 0  | 0  | -  | - | - | -  | - | - | 1   | 0  | 0  |
| Instituto Argentina | 2.ª                 | 2017-18             | 10  | 2  | 0  | -  | - | - | -  | - | - | 10  | 2  | 0  |
| Instituto Argentina | 2.ª                 | 2018-19             | 23  | 0  | 0  | -  | - | - | -  | - | - | 23  | 0  | 0  |
| Instituto Argentina | 2.ª                 | 2019-20             | 21  | 0  | 1  | 1  | 0 | 0 | -  | - | - | 22  | 0  | 1  |
| Instituto Argentina | Total club          | Total club          | 55  | 2  | 1  | 1  | 0 | 0 | 0  | 0 | 0 | 56  | 2  | 1  |
| Aldosivi Argentina | 1.ª                 | 2020                | -   | -  | -  | 3  | 0 | 0 | -  | - | - | 3   | 0  | 0  |
| Aldosivi Argentina | 1.ª                 | 2021                | 23  | 2  | 7  | 15 | 3 | 2 | -  | - | - | 38  | 5  | 9  |
| Aldosivi Argentina | Total club          | Total club          | 23  | 2  | 7  | 18 | 3 | 2 | 0  | 0 | 0 | 41  | 5  | 9  |
| San Lorenzo de Almagro Argentina | 1.ª                 | 2022                | 17  | 3  | 2  | 12 | 0 | 1 | -  | - | - | 29  | 3  | 3  |
| San Lorenzo de Almagro Argentina | 1.ª                 | 2023                | 25  | 1  | 3  | 19 | 0 | 1 | 10 | 1 | 1 | 54  | 2  | 5  |
| San Lorenzo de Almagro Argentina | 1.ª                 | 2024                | 13  | 0  | 0  | 16 | 0 | 0 | 6  | 0 | 0 | 35  | 0  | 0  |
| San Lorenzo de Almagro Argentina | 1.ª                 | 2025                | 18  | 2  | 1  | 1  | 0 | 0 | -  | - | - | 19  | 2  | 1  |
| San Lorenzo de Almagro Argentina | Total club          | Total club          | 73  | 6  | 6  | 48 | 0 | 2 | 16 | 1 | 1 | 137 | 7  | 9  |
| Total en su carrera | Total en su carrera | Total en su carrera | 151 | 10 | 14 | 67 | 3 | 4 | 16 | 1 | 1 | 234 | 14 | 19 |
| (1) La Liga se refiere a la Primera División de Argentina, Primera B Nacional, Copa de la Liga Profesional. (2) Las copas nacionales se refiere a la Copa Argentina, Supercopa Argentina, Trofeo de Campeones de la Liga Profesional y la Supercopa Internacional. (3) Las copas internacionales se refiere a la Copa Libertadores, Copa Sudamericana, Recopa Sudamericana, y la Copa Mundial de Clubes de la FIFA. |                     |                     |     |    |    |    |   |   |    |   |   |     |    |    |